# Gomphrena atrorubra
Gomphrena atrorubra là loài thực vật có hoa thuộc họ Dền. Loài này được J.Palmer mô tả khoa học đầu tiên năm 1998.